# Podospora nannopodalis
Podospora nannopodalis är en svampart som beskrevs av Cain 1962. Podospora nannopodalis ingår i släktet Podospora och familjen Lasiosphaeriaceae.   Inga underarter finns listade i Catalogue of Life.